# پیتر یوزف الونیچ
پیتر جوزف الونیچ (زاده ۲۹ ژانویه ۱۷۹۶ – درگذشته ۱۶ ژوئن ۱۸۸۶) یک الهی‌دان و فیلسوف کاتولیک آلمانی بود که در امبکن، روستایی که امروزه بخشی از نیدگن ، نوردراین-وستفالن است، متولد شد. او یکی از حامیان و مدافعان اصلی هرمسیانیسم، یک نظام اعتقادی الهیاتی بر اساس آموزه های گئورگ هرمس (۱۸۳۱-۱۷۷۵) بود.
او الهیات و فلسفه را در مونستر و بُن تحصیل کرد و در سال ۱۸۲۱در کوبلنتس معلم شد. در طول سال بعد او در دانشگاه بن مدرس شد و در سال ۱۸۲۶دانشیار فلسفه شد. در سال ۱۸۲۹او به درجه استادی کامل در دانشگاه برسلاو رسید، جایی که در سال ۱۸۳۷وظایف دیگری را به عنوان کتابدار بر عهده گرفت.
به دنبال فرامین پاپ در ۲۶ سپتامبر ۱۸۳۵ و ۷ ژانویه ۱۸۳۶، که پاپ گریگوری شانزدهم نوشته های گئورگ هرمس را محکوم کرد، الونیچ به همراه یوهان ویلهلم ژوزف براون (۱۸۶۳-۱۸۰۱) به رم سفر کردند تا پاپ را متقاعد کنند که  در احکام محکومیت او تجدید نظر کند. تلاش آنها بی نتیجه ماند و چندین سال بعد این محکومیت توسط پاپ پیوس نهم تکرار شد. در سال ۱۸۴۳، الونیچ از سمَت خود در برسلاو به درخواست یوهانس فون گیزل, معاون اسقف اعظم کلن برکنار شد . پس از شورای واتیکان در سال ۱۸۷۰، او به عضویت کلیسای قدیمی کاتولیک درآمد .

## آثار برگزیده
به زبان آلمانی
- سند دفاعی در ۲ تحویل، (برسلاو ۱۸۳۹)
- هرمسیانیسم و یوهانس پرونه، حریف رومی او (هرمسیانیسم و جیوانی پرونه و غیره)، (بخش اول برسلاو ۱۸۴۴)
- اسناد تاریخ مخفی هرمسیانیسم (برسلاو ۱۸۴۵)
- پیوس نهم...، هرمسیان و اسقف اعظم یوهانس فون گیسل (پیوس نهم... هرمسی و اسقف اعظم یوهانس فون گیسل (برسلاو ۱۸۴۸)
- موجودیت روح (برسلاو ۱۸۵۷)
- سه در برابر یک در ماجرای Reinkens تحت نام Sincerus Pacificus  (برسلاو ۱۸۶۲)
- کمک های استان ها در ماجرای بالتزر با نام میخ. شلیختینگ،(برسلاو ۱۸۶۴)
- شواهد وجود خدا پس از رنه دکارت، (برسلاو ۱۱۸۶۸)
- پاپ معصوم، و "پاپ و علم"، ۱۸۷۰